# Осівський заказник
Осі́вський зака́зник — загальнозоологічний заказник місцевого значення в Україні. Розташований у межах Турійського району Волинської області, поблизу села Оса, на південь від села Вербичне, на схід від села Ревушки, на захід від сіл Свинарин, Осекрів, Мочалки, включаючи урочища «Свинаринський ліс» та «Вовчак». 
Площа 5137 га. Створений відповідно до розпорядження Волинської обласної державної адміністрації № 132 від 26.05.1992 року. Перебуває у віданні ДП «Турійське ЛГ», Вербичанське л-во, (2647 га) кв. 7-9, 11-16, 18-20; кв. 21, вид. 1-38, 40, 41; кв. 22-23; кв. 24, вид. 1-26, 32, 33; кв. 25-27, 29-33. Осівське л-во, (2490 га) кв. 14-15, 17, 19, 21-22, 24-37; кв. 38, вид. 1-11, 14, 15. 
Рослинний покрив заказника представлений лісовими насадженнями: сосна звичайна, дуб звичайний, береза повисла, вільха чорна, ясен звичайний, крушина ламка, ліщина звичайна, калина звичайна. У трав'яному покриві ростуть хвощ великий, плаун булавовидний, конвалія звичайна. Трапляються рідкісні види рослин, занесені до Червоної книги України: плаун гострий, лілія лісова.
Статус надано з метою збереження місць мешкання та розмноження диких звірів і птахів: лось, олень благородний, свиня дика, сарна європейська, борсук європейський. Трапляються рідкісні види, що охороняються Червоною книгою України, міжнародними природоохоронними конвенціями і угодами  в т. ч. лелека чорний, журавель сірий та видра річкова.

## Галерея

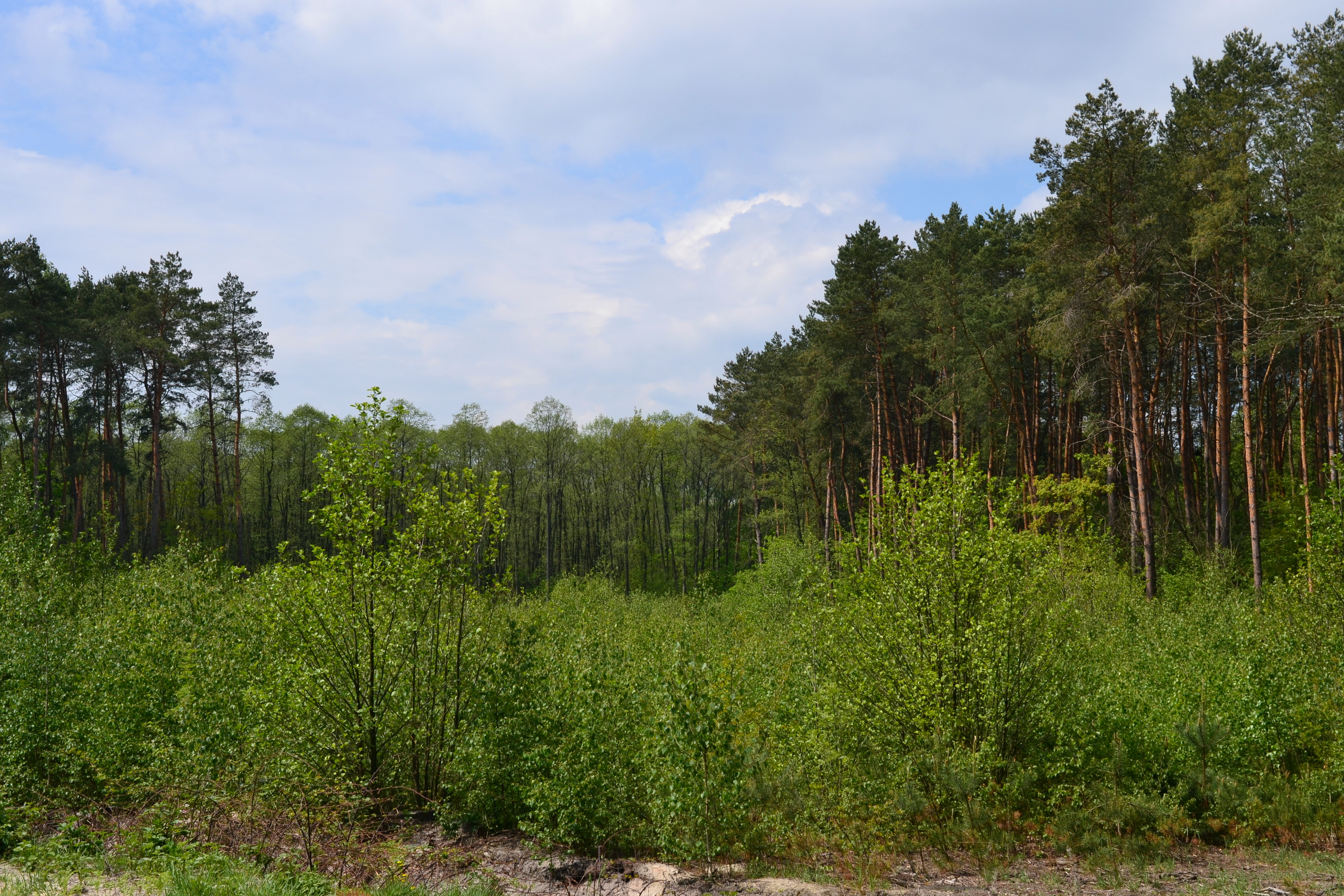
Лісовий квартал №24 дорогою до урочища Вовчак
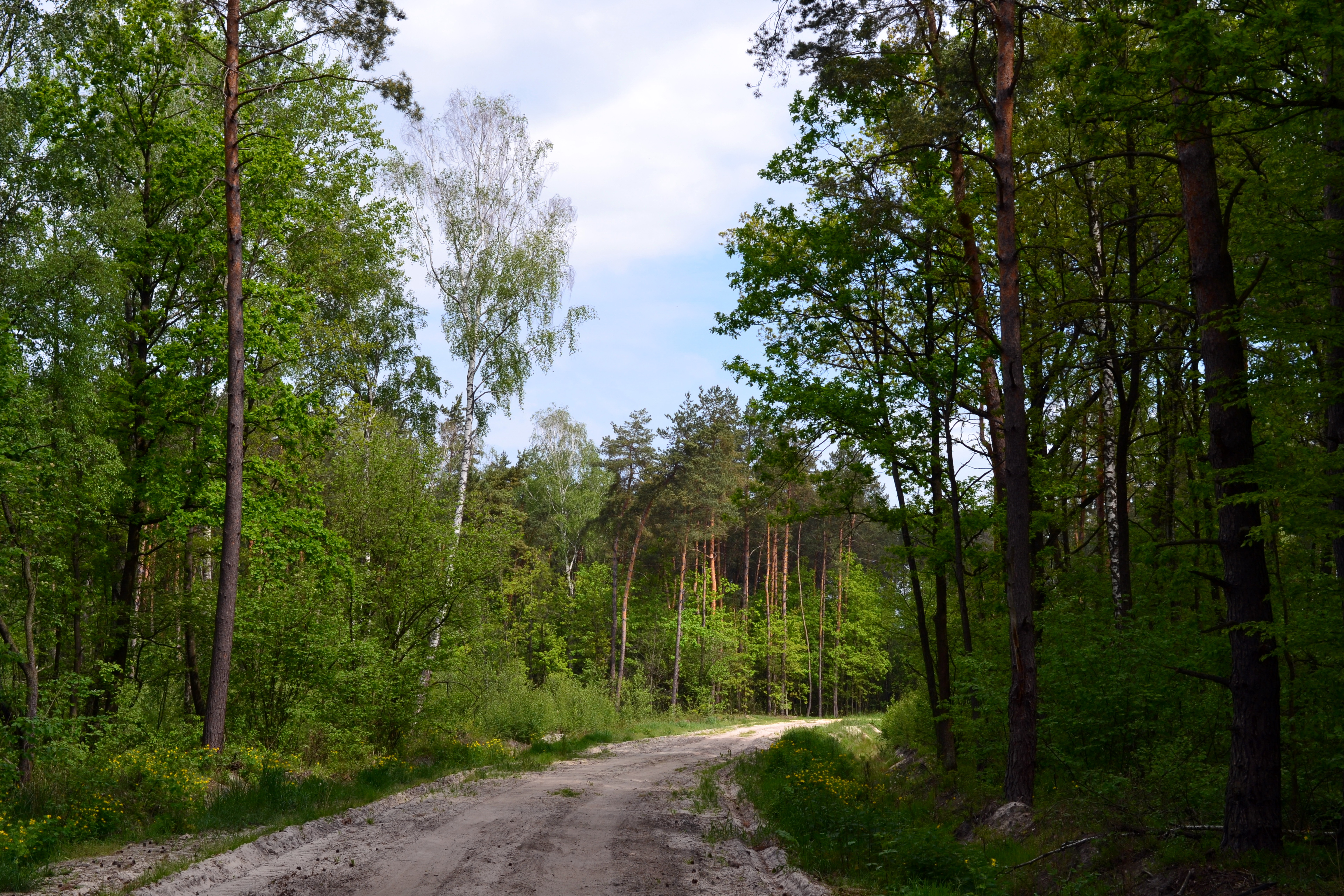
Лісовий квартал №24 дорогою до урочища Вовчак
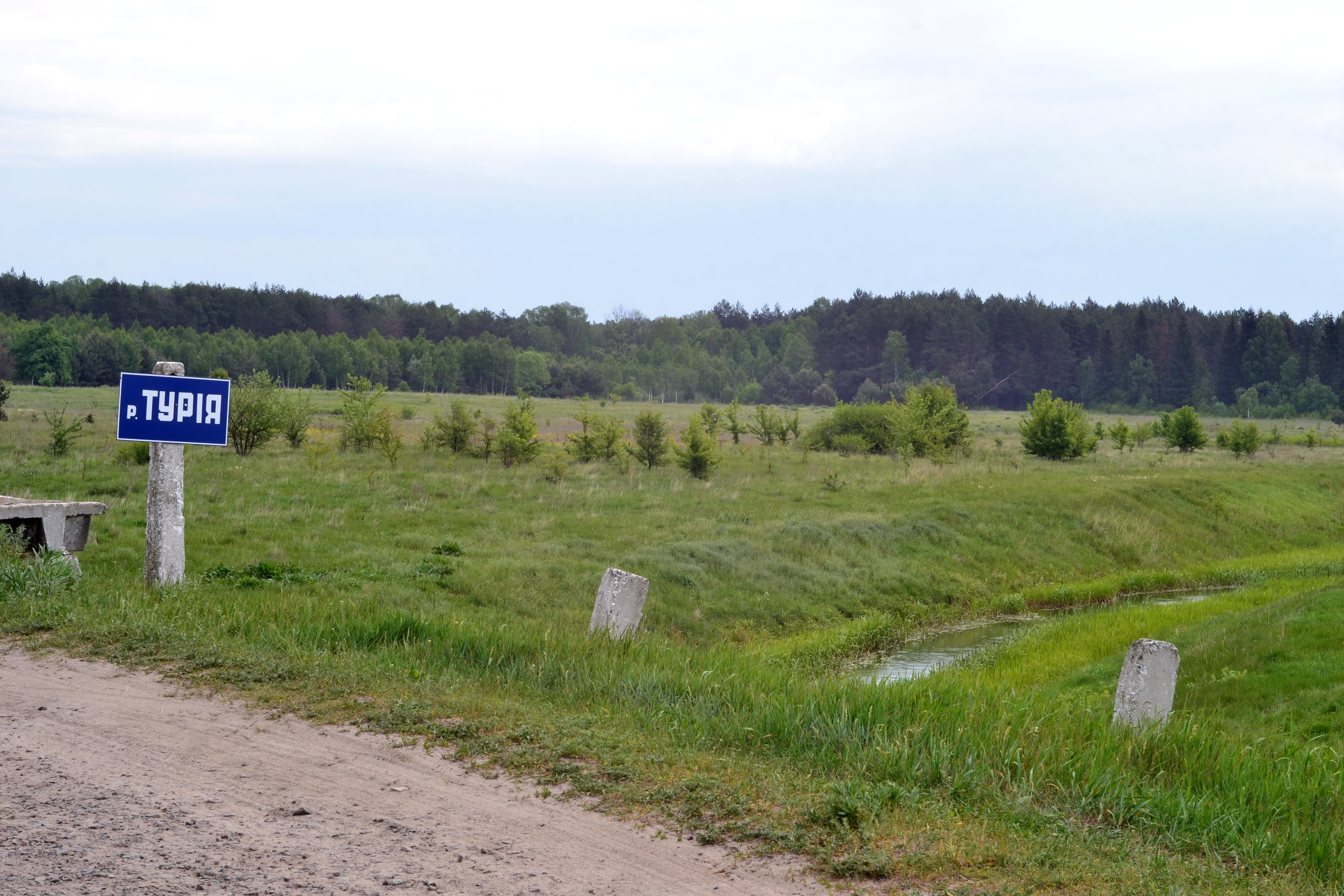
Лісовий квартал №27 від мосту через річку Турія із знаком
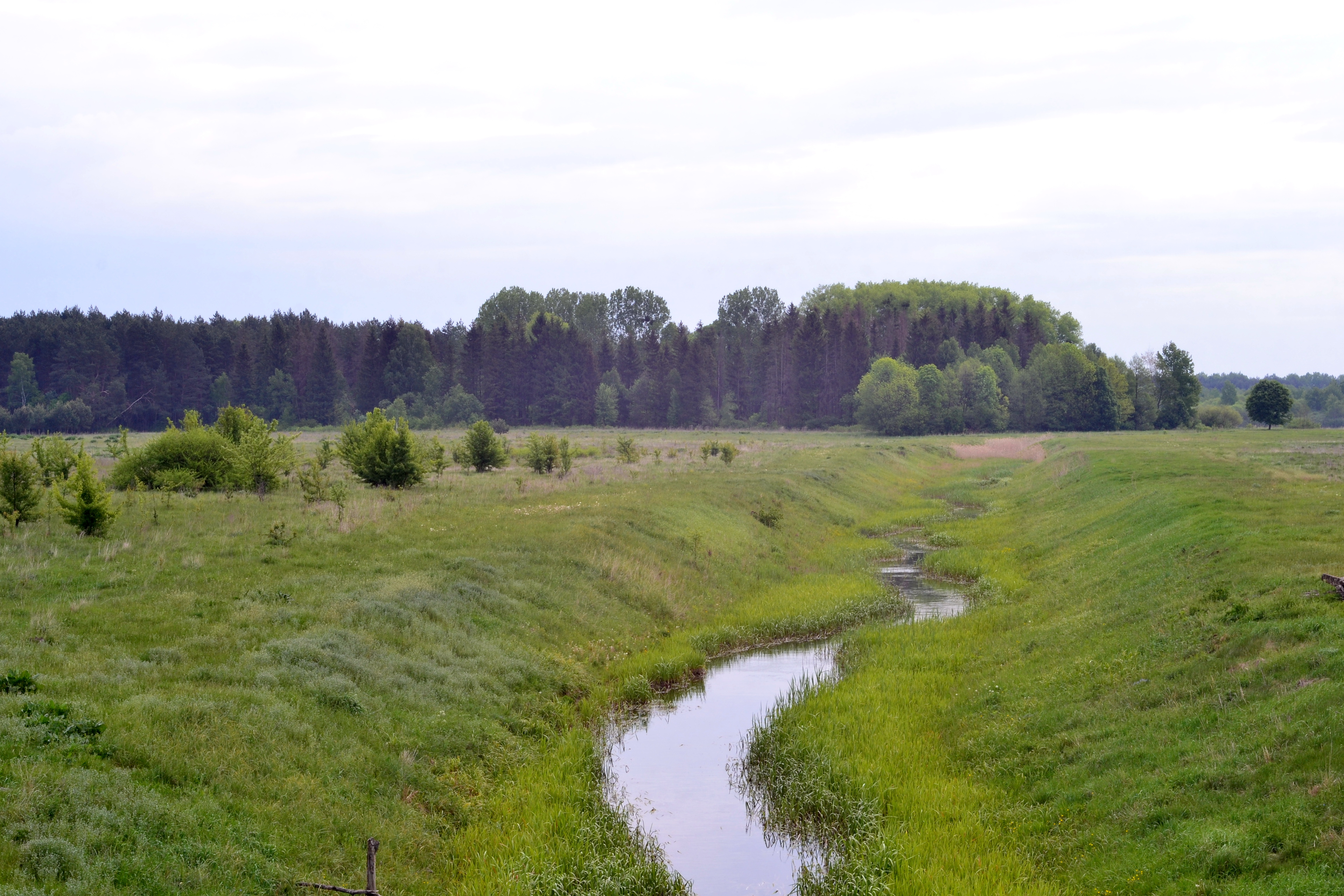
Лісовий квартал №27 від мосту через річку Турія
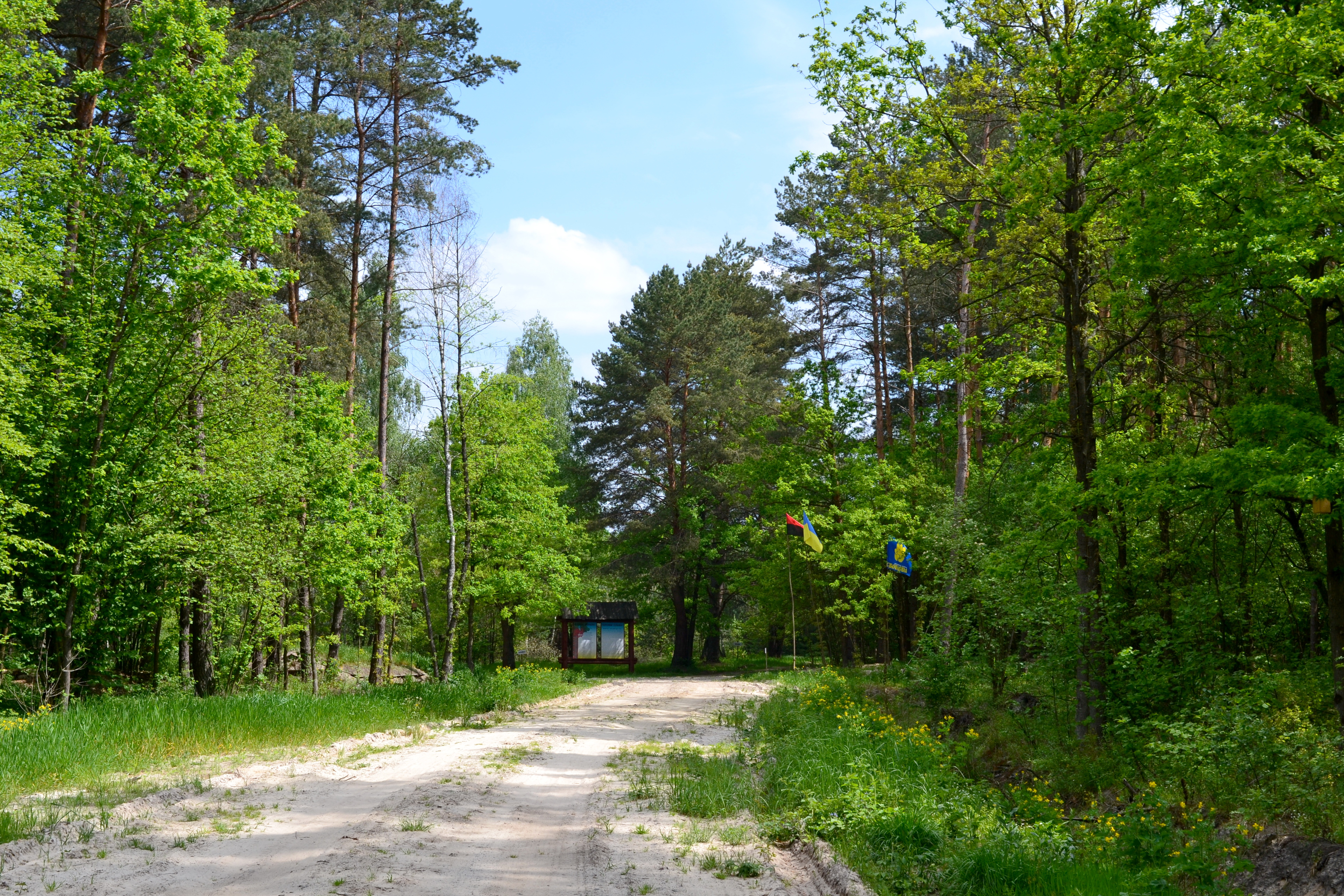
Урочище Вовчак
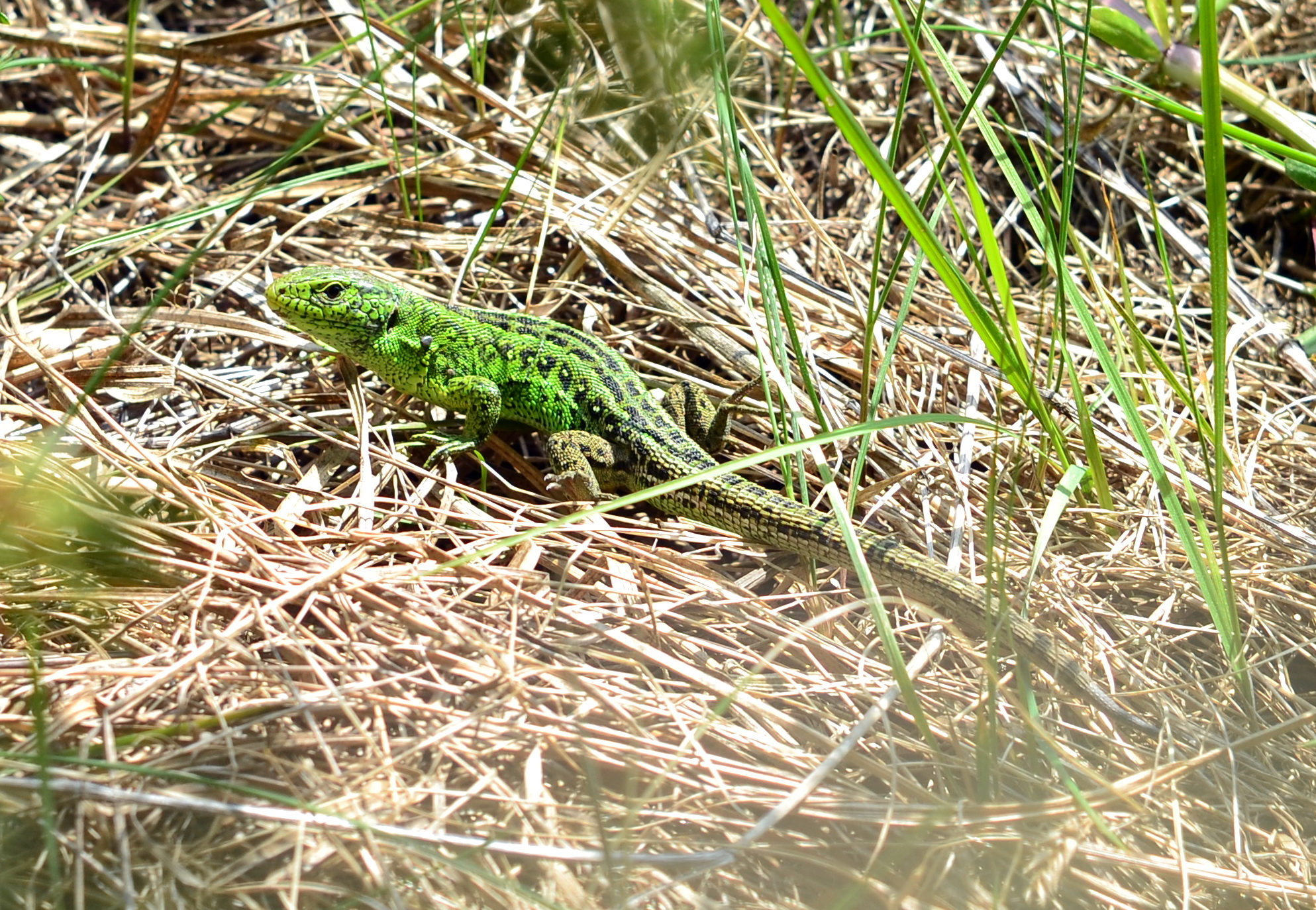
Ящірка прудка (у лісовому кварталі №24)
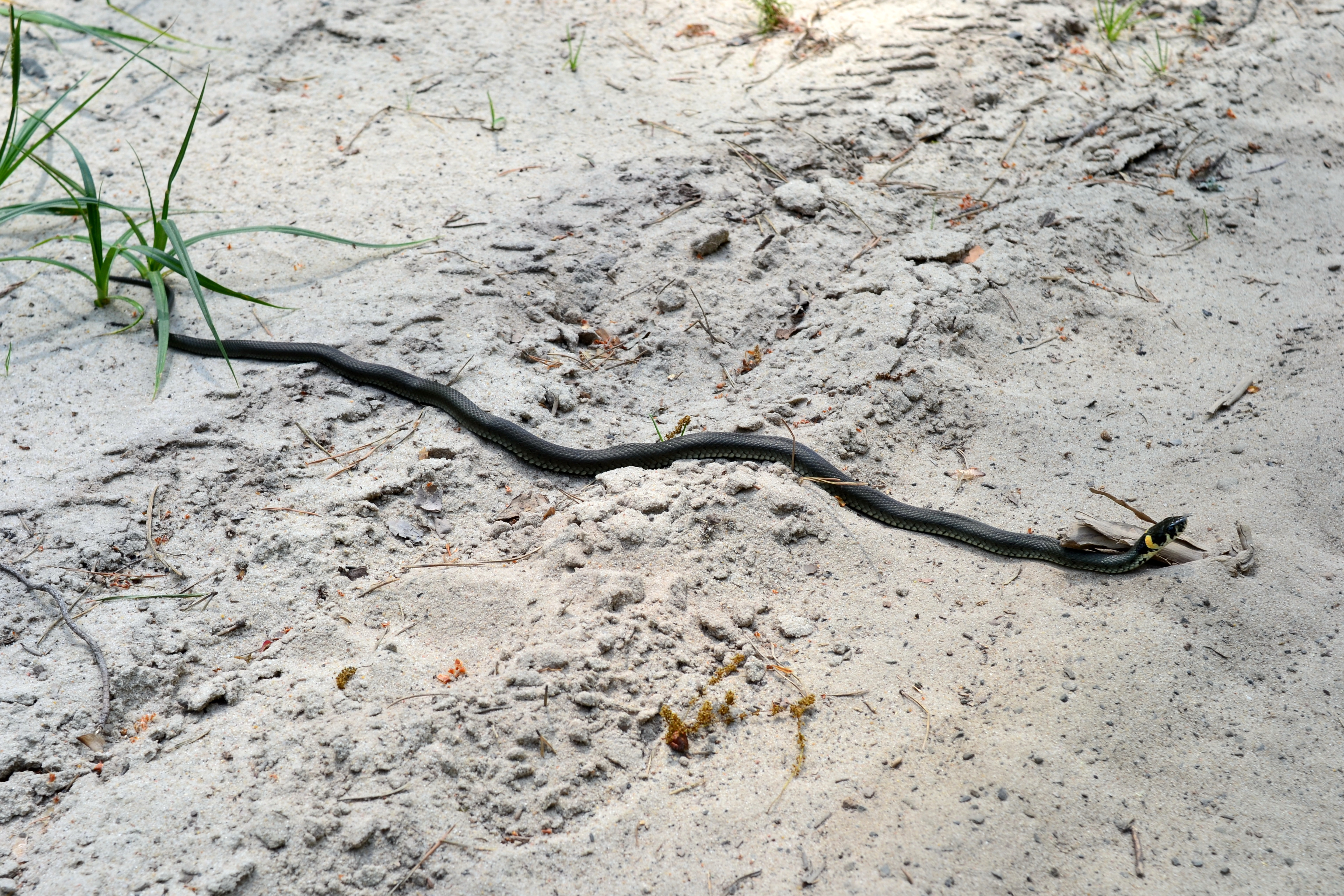
Вуж звичайний (у лісовому кварталі №24)